# Gidleigh
Gidleigh – wieś w Anglii, w hrabstwie Devon, w dystrykcie West Devon. Leży 25 km na zachód od miasta Exeter i 278 km na zachód od Londynu. W 2001 miejscowość liczyła 428 mieszkańców.